# Mario Korbel
Mario Korbel (Osík, 22 marzo 1882 – New York, 31 marzo 1954) è stato uno scultore ceco.

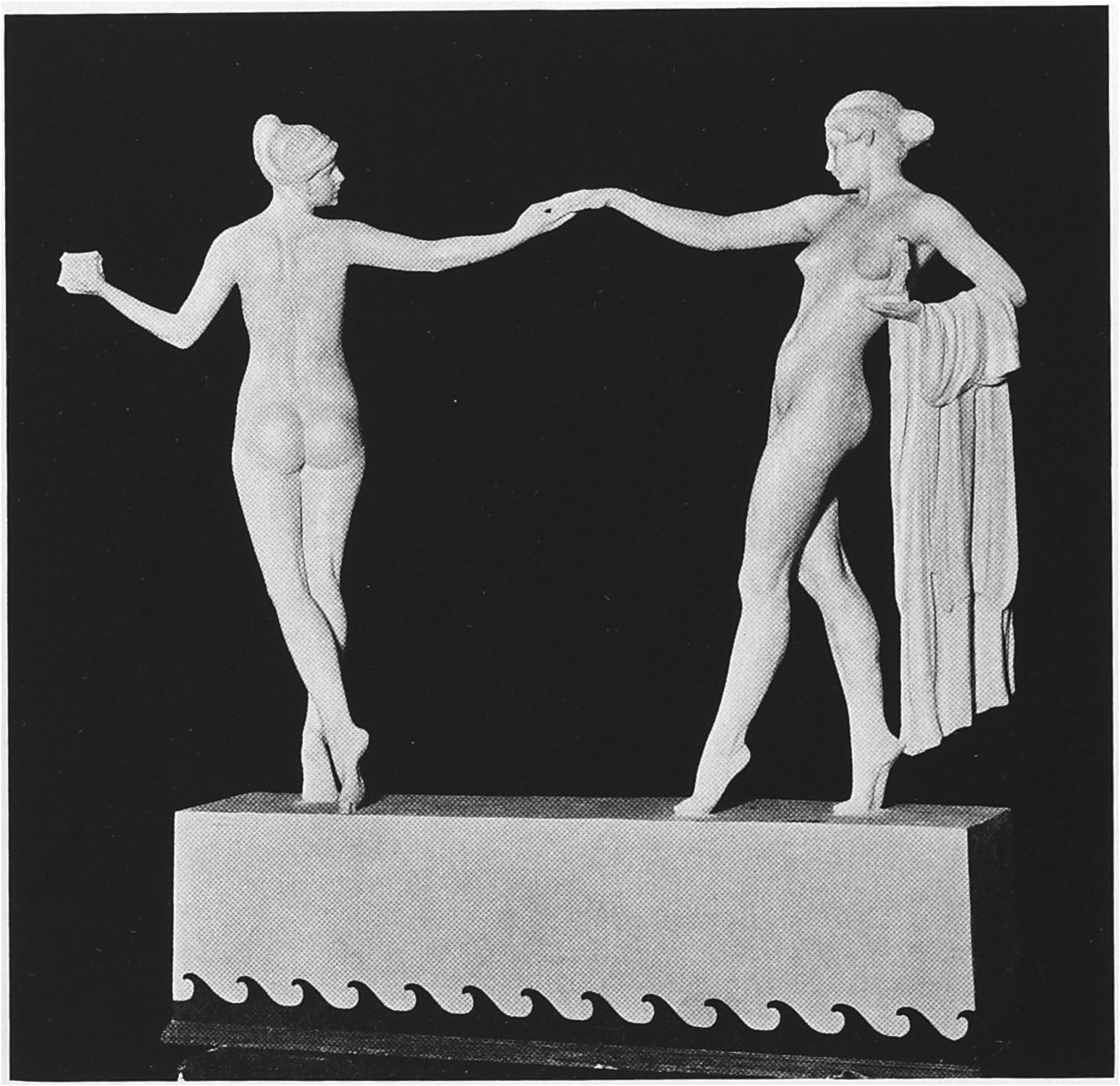
Scultura allegorica in miniatura in bronzo di Mario Korbel, Architecture and Sculpture, completata nel 1916. Galleria Gorham, New York.

A diciassette anni, senza risorse finanziarie per studiare a Praga, si trasferì negli Stati Uniti. In seguito studiò scultura a Monaco di Baviera e a Parigi.
Creò nel 1919 la statua di Alma Mater dell'Università dell'Avana, Cuba, in un periodo in cui abitava in questa città.